# Сен-Канна
Сен-Канна (фр. Saint-Cannat) — коммуна на юго-востоке Франции в регионе Прованс — Альпы — Лазурный Берег, департамент Буш-дю-Рон, округ Экс-ан-Прованс, кантон Пелиссан.
Площадь коммуны — 36,54 км², население — 5183 человека (2006) с тенденцией к росту: 5431 человек (2012), плотность населения — 148,6 чел/км².

## Население
Население коммуны в 2011 году составляло 5474 человека, а в 2012 году — 5431 человек.
| 1962 | 1968 | 1975 | 1982 | 1990 | 1999 | 2006 | 2008 | 2011 | 2012 |
| ---- | ---- | ---- | ---- | ---- | ---- | ---- | ---- | ---- | ---- |
| 1254 | 1675 | 1862 | 2384 | 3918 | 4626 | 5183 | 5347 | 5474 | 5431 |

Динамика населения:

## Экономика
В 2010 году из 3551 человек трудоспособного возраста (от 15 до 64 лет) 2522 были экономически активными, 1029 — неактивными (показатель активности 71,0 %, в 1999 году — 68,3 %). Из 2522 активных трудоспособных жителей работали 2272 человека (1203 мужчины и 1069 женщин), 250 числились безработными (105 мужчин и 145 женщин). Среди 1029 трудоспособных неактивных граждан 378 были учениками либо студентами, 341 — пенсионерами, а ещё 310 — были неактивны в силу других причин.
На протяжении 2010 года в коммуне числилось 2122 облагаемых налогом домохозяйства, в которых проживало 5399,0 человек. При этом медиана доходов составила 22 тысячи 827 евро на одного налогоплательщика.